# Български лев (вестник)
„Български лев“ е политически български вестник след Освобождението. Излиза в старата българска столица Търново през 1879 година.
Първи главен редактор на вестника е С. Миланов.